# Karl Julius Perleb
Karl o Carl Julius Perleb (Constança, 1794-Friburg de Brisgòvia, 1845), va ser un botànic alemany. Li estan dedicats els gèneres Perlebia DC.; i Perlebia Mart.(Fabaceae) Des de 1809 a 1811, estudia a la Universitat de Friburg de Brisgòvia i es doctorà en filosofia i medicina l'any 1815. Va ser professor associat d'història natural el 1821 i el 1822 va ser professor complet. El 1826 va ser nomenat director del Jardí Botànic de Freiburg. L'any 1838 va esdevenir director de la Universitat de Friburg.